# Cyclisme aux Jeux du Commonwealth de 2010
Navigation
Édition précédente Édition suivante
Les épreuves de cyclisme des Jeux du Commonwealth de 2010 se sont déroulées du 5 au 13 octobre 2010 au Indira Gandhi Arena pour les épreuves sur piste et dans New Delhi pour les épreuves sur route, en Inde. Deux disciplines sont au programme : le cyclisme sur route et le cyclisme sur piste.

## Épreuves
18 épreuves figurent au programme de cette compétition.

## Podiums

### Cyclisme sur route
| Épreuves                | Or                         | Argent                           | Bronze                   |
| ----------------------- | -------------------------- | -------------------------------- | ------------------------ |
| Hommes course en ligne  | Allan Davis Australie      | Hayden Roulston Nouvelle-Zélande | David Millar Écosse      |
| Hommes contre-la-montre | David Millar Écosse        | Alex Dowsett Angleterre          | Luke Durbridge Australie |
| Femmes course en ligne  | Rochelle Gilmore Australie | Elizabeth Armitstead Angleterre  | Chloe Hosking Australie  |
| Femmes contre-la-montre | Tara Whitten Canada        | Linda Villumsen Nouvelle-Zélande | Julia Shaw Angleterre    |

### Cyclisme sur piste
| Épreuves                | Or                                                                   | Argent                                                            | Bronze                                                               |
| ----------------------- | -------------------------------------------------------------------- | ----------------------------------------------------------------- | -------------------------------------------------------------------- |
| Compétitions masculines |                                                                      |                                                                   |                                                                      |
| Keirin                  | Josiah Ng Onn Lam Malaisie                                           | David Daniell Angleterre                                          | Simon van Velthooven Nouvelle-Zélande                                |
| Kilomètre               | Scott Sunderland Australie                                           | Mohd Rizal Tisin Malaisie                                         | Edward Dawkins Nouvelle-Zélande                                      |
| Vitesse individuelle    | Shane Perkins Australie                                              | Scott Sunderland Australie                                        | Sam Webster Nouvelle-Zélande                                         |
| Vitesse par équipes     | Australie Daniel Ellis Jason Niblett Scott Sunderland                | Nouvelle-Zélande Edward Dawkins Ethan Mitchell Sam Webster        | Malaisie Azizulhasni Awang Josiah Ng Onn Lam Mohd Rizal Tisin        |
| Poursuite individuelle  | Jack Bobridge Australie                                              | Jesse Sergent Nouvelle-Zélande                                    | Michael Hepburn Australie                                            |
| Poursuite par équipes   | Australie Jack Bobridge Michael Freiberg Michael Hepburn Dale Parker | Nouvelle-Zélande Sam Bewley Westley Gough Marc Ryan Jesse Sergent | Irlande du Nord Sean Downey Martyn Irvine Philip Lavery David McCann |
| Course aux points       | Cameron Meyer Australie                                              | George Atkins Angleterre                                          | Mark Christian (IOM)                                                 |
| Scratch                 | Cameron Meyer Australie                                              | Michael Freiberg Australie                                        | Zachary Bell Canada                                                  |
| Compétitions féminines  |                                                                      |                                                                   |                                                                      |
| 500 mètres              | Anna Meares Australie                                                | Kaarle McCulloch Australie                                        | Rebecca James Pays de Galles                                         |
| Vitesse individuelle    | Anna Meares Australie                                                | Rebecca James Pays de Galles                                      | Emily Rosemond Australie                                             |
| Vitesse par équipes     | Australie Anna Meares Kaarle McCulloch                               | Écosse Jenny Davis Charline Joiner                                | Canada Monique Sullivan Tara Whitten                                 |
| Poursuite individuelle  | Alison Shanks Nouvelle-Zélande                                       | Wendy Houvenaghel Irlande du Nord                                 | Tara Whitten Canada                                                  |
| Course aux points       | Megan Dunn Australie                                                 | Lauren Ellis Nouvelle-Zélande                                     | Tara Whitten Canada                                                  |
| Scratch                 | Megan Dunn Australie                                                 | Joanne Kiesanowski Nouvelle-Zélande                               | Anna Blyth Angleterre                                                |

## Tableau des médailles
| Rang  | Nation           | Or | Argent | Bronze | Total |
| ----- | ---------------- | -- | ------ | ------ | ----- |
| 1     | Australie        | 14 | 3      | 4      | 21    |
| 2     | Nouvelle-Zélande | 1  | 7      | 3      | 11    |
| 3     | Malaisie         | 1  | 1      | 1      | 3     |
| 3     | Écosse           | 1  | 1      | 1      | 3     |
| 5     | Canada           | 1  | 0      | 4      | 5     |
| 6     | Angleterre       | 0  | 4      | 2      | 6     |
| 7     | Irlande du Nord  | 0  | 1      | 1      | 2     |
| 7     | Pays de Galles   | 0  | 1      | 1      | 2     |
| 9     | Île de Man       | 0  | 0      | 1      | 1     |
| Total | Total            | 18 | 18     | 18     | 54    |